# Nubes de verano
Nubes de verano es una película dramática española de 2004 dirigida por Felipe Vega. Fue rodada y ambientada en la Costa Brava. Su director, influido por Alfred Hitchcock, toma el título de una película de Yasujirō Ozu para reflejar la nube negra que va creciendo poco a poco y que tapa el cielo y pone en peligro la felicidad de los protagonistas.

## Sinopsis
Como cada verano desde hace cuatro años, el matrimonio formado por Ana y Daniel, con su hijo Manuel, van a pasar las vacaciones de verano en una masía cerca de un pueblo de la Costa Brava propiedad de los padres de Ana. Su apacible existencia se verá alterada al conocer Marta, que trabaja en una papelería, su prometido Tomás, que es panadero, y Roberto, que es propietario de una tienda de antigüedades y primo de Marta. Todos se verán arrastrados a un juego de mentiras cuando Roberto intente seducir a Ana valiéndose del supuesto enamoramiento de Marta por Daniel, pero pondrán en marcha un plan en el que entran más cosas en juego que una simple aventura de verano.

## Reparto
| Intérprete       | Personaje |
| ---------------- | --------- |
| Roberto Enríquez | Daniel    |
| Natalia Millán   | Ana       |
| David Selvas     | Robert    |
| Irene Montalà    | Marta     |
| Roger Casamajor  | Tomás     |
| Kevin Almodóvar  | Manuel    |
| Michelle Jenner  | Natalia   |
| Kai Puig         | Carnicero |
| Xabier Ruano     | Pescadero |
| Joan Raja        | Mecánico  |
| Ramon Godino     | Amigo     |
| Dolo Beltrán     | Frutera   |

## Reconocimientos
En la tercera edición de los Premios Barcelona de Cine, la película fue nominada al premio al mejor director y en la decimocuarta edición de los Premios Turia obtuvo los premios a la mejor película española y a la mejor actriz revelación.